# Coppa Italia Primavera 2022-2023
La Coppa Italia Primavera 2022-2023, denominata Primavera TIMvision Cup per questioni di sponsorizzazione, è stata la cinquantunesima edizione del torneo riservato alle squadre giovanili iscritte al Campionato Primavera 1 2022-2023 e Campionato Primavera 2 2022-2023. Il torneo è iniziato il 24 agosto 2022 ed è terminato il 25 aprile 2023.
A vincere è stata la Roma, che si è imposta per 2-1 contro la Fiorentina, conquistando il suo sesto titolo nella competizione.

## Formula
La competizione si articola su turni successivi ad eliminazione diretta: 1º e 2º turno preliminare; trentaduesimi; sedicesimi; ottavi di finale; quarti di finale; semifinali; finale. Tutte le gare si svolgono ad eliminazione diretta in gara unica; in caso di parità si procede con i tempi supplementari e in caso di ulteriore parità con i tiri di rigore.

Le società sono posizionate in un tabellone di tipo tennistico con posti dal n. 1 al n. 40. Gli accoppiamenti del turno preliminare sono determinati su base geografica e non prevedono l'assegnazione di numeri.
|                                       | Squadre che entrano in questo turno | Squadre qualificate dal turno precedente   |
| ------------------------------------- | --- | ------------------------------------------ |
| Primo turno preliminare (12 squadre)  | - 12 squadre del Campionato Primavera 2 - 6 squadre partecipanti al Campionato Primavera 2 2022-2023 con il punteggio più basso - 6 squadre promosse dal Campionato Primavera 3 2021-2022 |                                            |
| Secondo turno preliminare (8 squadre) | - 8 squadre del Campionato Primavera 2 - 2 squadre partecipanti al Campionato Primavera 2 2020-2021 con il punteggio più basso - 4 squadre vincenti il turno precedente | - 4 vincenti del turno preliminare         |
| Trentaduesimi di finale (32 squadre)  | - 10 squadre del Campionato Primavera 1 - 5 squadre del Campionato Primavera 1 2020-2021 meglio classificate - 1 squadra vincente il play-out del Campionato Primavera 1 2021-2022 - 2 squadre promosse dal Campionato Primavera 2 2021-2022 - 18 squadre del Campionato Primavera 2 - 1 squadra perdente il play-out del Campionato Primavera 1 2021-2022 - 2 squadre retrocesse dal Campionato Primavera 1 2021-2022 - 15 squadre partecipanti al Campionato Primavera 2 2022-2023 | - 4 vincenti del secondo turno preliminare |
| Sedicesimi di finale (16 squadre)     | | - 16 vincenti dei trentaduesimi di finale  |
| Ottavi di finale (16 squadre)         | - 8 squadre del Campionato Primavera 1 con numero 1-8 - 1 squadra vincitrice della Coppa Italia Primavera 2021-2022 - 7 squadre dal Campionato Primavera 1 2021-2022 (dal 1º al 7º posto) | - 8 vincenti dei sedicesimi di finale      |
| Quarti di finale (8 squadre)          | | - 8 vincenti degli ottavi di finale        |
| Semifinali (4 squadre)                | | - 4 vincenti dei quarti di finale          |
| Finale (2 squadre)                    | | - 2 vincenti delle semifinali              |

## Squadre
| Squadre                | Rank                   |
| Campionato Primavera 1 | Campionato Primavera 1 |
| ---------------------- | ---------------------- |
| Fiorentina             | 1                      |
| Roma                   | 2                      |
| Inter                  | 3                      |
| Cagliari               | 4                      |
| Atalanta               | 5                      |
| Juventus               | 6                      |
| Sampdoria              | 7                      |
| Sassuolo               | 8                      |

| Squadre                | Rank                   |
| Campionato Primavera 1 | Campionato Primavera 1 |
| ---------------------- | ---------------------- |
| Verona                 | 9                      |
| Empoli                 | 10                     |
| Bologna                | 11                     |
| Torino                 | 12                     |
| Milan                  | 13                     |
| Lecce                  | 14                     |
| Napoli                 | 15                     |
| Cesena                 | 16                     |
| Udinese                | 17                     |
| Frosinone              | 18                     |

| Squadre                | Rank                   |
| Campionato Primavera 2 | Campionato Primavera 2 |
| ---------------------- | ---------------------- |
| Genoa                  | 19                     |
| SPAL                   | 20                     |
| Pescara                | 21                     |
| Parma                  | 22                     |
| Brescia                | 23                     |
| Monza                  | 24                     |
| Pisa                   | 25                     |
| Cremonese              | 26                     |
| Lazio                  | 27                     |
| Venezia                | 28                     |
| Perugia                | 29                     |
| Benevento              | 30                     |
| Ascoli                 | 31                     |
| Spezia                 | 32                     |
| Virtus Entella         | 33                     |
| L.R. Vicenza           | 34                     |
| Cosenza                | 35                     |

| Squadre                | Rank                   |
| Campionato Primavera 2 | Campionato Primavera 2 |
| ---------------------- | ---------------------- |
| Como                   | 36                     |
| Salernitana            | 37                     |
| Reggina                | 38                     |
| Cittadella             | 39                     |
| Pordenone              | 40                     |
| Alessandria            | 41                     |
| Crotone                | 42                     |
| Ternana                | 43                     |
| Reggiana               | 44                     |
| Viterbese              | 45                     |
| AlbinoLeffe            | 46                     |
| Monopoli               | 47                     |
| Feralpisalò            | 48                     |
| Padova                 | 49                     |
| Imolese                | 50                     |

## Primo turno preliminare
| Squadra 1      | Risultato       | Squadra 2   |
| -------------- | --------------- | ----------- |
| 24 agosto 2022 |                 |             |
| Como           | 3 - 2 (dts)     | Feralpisalò |
| Alessandria    | 2 - 2 (2-4 dtr) | AlbinoLeffe |
| Reggiana       | 2 - 4           | Padova      |
| Ascoli         | 4 - 2           | Imolese     |
| Crotone        | 1 - 1 (5-3 dtr) | Monopoli    |
| Ternana        | 1 - 3           | Viterbese   |

## Secondo turno preliminare
| Squadra 1      | Risultato       | Squadra 2   |
| -------------- | --------------- | ----------- |
| 31 agosto 2022 |                 |             |
| Como           | 4 - 2           | AlbinoLeffe |
| Pordenone      | 4 - 4 (3-4 dtr) | Padova      |
| Perugia        | 3 - 4 (dts)     | Ascoli      |
| Crotone        | 1 - 0           | Viterbese   |

## Trentaduesimi di finale
| Squadra 1       | Risultato       | Squadra 2      |
| --------------- | --------------- | -------------- |
| 19 ottobre 2022 |                 |                |
| Brescia         | 3 - 5 (dts)     | Cremonese      |
| Genoa           | 2 - 1           | Virtus Entella |
| Milan           | 4 - 0           | Spezia         |
| Verona          | 2 - 0           | Padova         |
| Udinese         | 4 - 4 (6-5 dtr) | Venezia        |
| SPAL            | 4 - 2 (dts)     | L.R. Vicenza   |
| Monza           | 5 - 1           | Cittadella     |
| Frosinone       | 2 - 0           | Pisa           |
| Cesena          | 2 - 1           | Parma          |
| Bologna         | 4 - 1 (dts)     | Pescara        |
| Empoli          | 2 - 3           | Ascoli         |
| Napoli          | 4 - 1           | Salernitana    |
| Benevento       | 1 - 4           | Reggina        |
| Lazio           | 3 - 1           | Cosenza        |
| Lecce           | 3 - 0           | Crotone        |
| 26 ottobre 2022 |                 |                |
| Torino          | 5 - 0           | Como           |

## Sedicesimi di finale
| Squadra 1       | Risultato       | Squadra 2 |
| --------------- | --------------- | --------- |
| 8 novembre 2022 |                 |           |
| Torino          | 4 - 1           | Cremonese |
| Bologna         | 1 - 2           | Ascoli    |
| 9 novembre 2022 |                 |           |
| Milan           | 1 - 2 (dts)     | Genoa     |
| Verona          | 6 - 1           | Udinese   |
| SPAL            | 0 - 0 (1-4 dtr) | Monza     |
| Cesena          | 0 - 1           | Frosinone |
| Napoli          | 1 - 0           | Reggina   |
| Lecce           | 5 - 0           | Lazio     |

## Ottavi di finale
| Squadra 1       | Risultato       | Squadra 2 |
| --------------- | --------------- | --------- |
| 10 gennaio 2023 |                 |           |
| Sassuolo        | 1 - 2           | Genoa     |
| Sampdoria       | 4 - 3 (dts)     | Monza     |
| Fiorentina      | 4 - 1 (dts)     | Ascoli    |
| Juventus        | 1 - 1 (2-4 dtr) | Napoli    |
| Roma            | 0 - 0 (3-2 dtr) | Lecce     |
| 11 gennaio 2023 |                 |           |
| Cagliari        | 1 - 2           | Torino    |
| Inter           | 5 - 4 (dts)     | Verona    |
| Atalanta        | 1 - 0           | Frosinone |

## Quarti di finale
| Squadra 1        | Risultato | Squadra 2 |
| ---------------- | --------- | --------- |
| 25 gennaio 2023  |           |           |
| Torino           | 2 - 4     | Genoa     |
| Roma             | 2 - 1     | Napoli    |
| 8 febbraio 2023  |           |           |
| Fiorentina       | 1 - 0     | Atalanta  |
| 22 febbraio 2023 |           |           |
| Inter            | 2 - 1     | Sampdoria |

## Semifinali
| Squadra 1     | Risultato | Squadra 2 |
| ------------- | --------- | --------- |
| 5 aprile 2023 |           |           |
| Roma          | 1 - 0     | Inter     |
| 6 aprile 2023 |           |           |
| Fiorentina    | 3 - 2     | Genoa     |

## Finale
| Squadra 1  | Risultato   | Squadra 2 |
| ---------- | ----------- | --------- |
| Fiorentina | 1 - 2 (dts) | Roma      |

### Tabellino
| Arbitro: | Collu (Cagliari) |

|             |           |                              |
| Krastev 97’ | Marcatori | 92’ Misitano 115’ Keramitsis |

## Classifica marcatori
| Gol |  |  | Giocatore             | Squadra     |
| --- |  |  | --------------------- | ----------- |
| 5   |  |  | Denis Cazzadori       | Verona      |
| 5   |  |  | Alessio Re            | Ascoli      |
| 4   |  |  | Oliver Jürgens        | Torino      |
| 4   |  |  | Edoardo Duchini       | Como        |
| 3   |  |  | Francesco Dell'Aquila | Torino      |
| 3   |  |  | Alessandro Seghetti   | Perugia     |
| 3   |  |  | Yoan Bornosuzov       | Genoa       |
| 3   |  |  | Andrea Franzolini     | Ascoli      |
| 3   |  |  | Alessandro Dentale    | Verona      |
| 3   |  |  | Carmelo Muzio         | AlbinoLeffe |